# (940) Kordula
(940) Kordula és un asteroide del cinturó principal descobert per l'astrònom Karl Wilhelm Reinmuth en 1920 des de l'observatori d'Heidelberg-Königstuhl, Königstuhl, Heidelberg (Alemanya).
Porta el seu nom en honor d'una noia de l'almanac Lahrer Hinkender Bote.
S'estima que té un diàmetre de 87,21 ± 2,6 km. La seva distància mínima d'intersecció de l'òrbita terrestre és d'1,79065 ua. El seu TJ és de 3,119.
Les observacions fotomètriques recollides d'aquest asteroide mostren un període de rotació de 15,57 hores, amb una variació de lluentor de 9,55 de magnitud absoluta.